# Aplonis metallica
Lo storno metallico (Aplonis metallica (Temminck, 1824)) è un uccello appartenente alla famiglia degli Sturnidae.

## Distribuzione e habitat
È nativo di Australia, Indonesia, Papua Nuova Guinea e  isole Salomone.